# Tanamarina Sakay
Tanamarina Sakay est une commune rurale malgache dans le district d'Ikalamavony, dans le centre-ouest de la région Haute Matsiatra.